# International Accounting Standards Board
O International Accounting Standards Board - IASB (em português conselho das normas
internacionais de contabilidade), é a organização internacional sem fins lucrativos que publica e atualiza as International Financial Reporting Standards (IFRS) em língua inglesa, ou "Normas Internacionais de Relatório Financeiro" , em português brasileiro.
O IASB foi criado em 1 de abril de 2001 na estrutura do International Accounting Standards Committee (IASC), ou "Fundação Comitê de Normas Internacionais de Contabilidade" . Ele assumiu as responsabilidades técnicas do IASC a partir dessa data. A criação do IASB teve objetivo de melhorar os anteriores pronunciamentos contábeis internacionais (IAS) emitidos pelo IASC e buscar a convergência com normas nacionais .
Atualmente, todos os pronunciamentos contábeis internacionais publicados pelo IASB tem o nome de pronunciamentos IFRS. O novo nome escolhido pelo IASB demonstrou a vontade de transformar progressivamente os pronunciamentos contábeis anteriores (IAS) em novos padrões internacionais de reporte financeiro, respondendo as expectativas crescentes dos usuários da informação financeira (analistas, investidores, instituições etc.).